# Mountlake Terrace
Mountlake Terrace est une ville du comté de Snohomish dans l'État de Washington, se situant à 21 km au nord de Seattle.
Elle a été fondée en 1949,  sur le site d'un ancien aérodrome désaffecté. La population a augmenté rapidement à plus de 5 000 personnes, et Mountlake Terrace a été incorporée en 1954. La population est de 19 909 habitants en 2010.